# Valérie Courtois
Valérie Courtois (* 1. November 1990 in Bilzen, Belgien) ist eine ehemalige belgische Volleyballspielerin.

## Karriere

### Verein
Courtois begann ihre Karriere in ihrer belgischen Heimat beim Erstligisten VDK Gent, für den sie zwischen 2008 und 2012 spielte. In dieser Zeit wurde sie belgische Pokalsiegerin (2009) und gewann zweimal den belgischen Supercup (2009, 2011), ehe sie 2012 zum VC Oudegem wechselte, wo die Libera in der folgenden Saison spielte. Nach einer vereinslosen Saison (2013/14) und einem Engagement beim polnischen Erstligisten Budowlani Łódź war Courtois erneut vereinslos.
Nach dem verletzungsbedingten Ausfall von Kapitänin Myrthe Schoot erhielt die Belgierin einen bis Jahresende 2015 befristeten Vertrag beim Dresdner SC, in dem für den Fall eines längerfristigen Ausfalls von Schoot eine Vertragsoption festgeschrieben war, die letztendlich nicht gezogen wurde. Mit Vertragsende in Dresden war Valérie Courtois ab Januar 2016 erneut vereinslos. Während ihrer vereinslosen Zeit hielt sie sich bei den belgischen Clubs VDK Gent und Asterix Kieldrecht fit. Im Juli 2016 gab der Dresdner SC die Rückkehr von Valérie Courtois für zunächst eine Saison bekannt. Dort wurde die Libera mit der Mannschaft Meisterschaftsdritte.
Mitte Mai 2017 gab der Dresdner SC den Abgang der Libera bekannt. Der Dresdner SC habe mit „Mannschaftsführerin Myrthe Schoot für die Saison 2017/18 bereits eine international erfahrene Libera unter Vertrag“ und es stehe „derzeit kein Budget für eine weitere Spielerin auf der Position der Annahmespezialisten zur Verfügung“, teilte der Verein mit. Courtois wechselte in die französische Ligue A zu Saint-Cloud Paris Stade Français und unterzeichnete dort einen Ein-Jahres-Vertrag für die Saison 2017/18. Diesen Vertrag verlängerte sie im Sommer 2018 um ein Jahr bis zum Ende der Saison 2018/19, an deren Ende sie ihr Karriereende bekanntgab.

### Nationalmannschaft
Courtois spielt für die Belgische Volleyballnationalmannschaft der Frauen. Mit der Mannschaft erreichte sie bei der Volleyball-Europameisterschaft 2013 den 3. Platz sowie im selben Jahr den 2. Platz bei der European League, wo sie auch als beste Libera des Turniers ausgezeichnet wurde. Anfang 2018 beendete sie ihre Karriere in der Nationalmannschaft.

## Privates
Valérie Courtois ist die ältere Schwester des belgischen Fußballtorhüters Thibaut Courtois.